# Месечев камен (роман)
Месечев камен: дечак који никад није постојао (исл. Mánasteinn) је роман исландског књижевника Сјона (исл. Sigurjón Birgir Sigurdsson)(1962) објављен 2013. године. Издање на српском језику објавила је издавачка кућа Геопоетика 2017. године у преводу Ане Станићевић.

## О аутору
Сјон, право име Сигурјон Б. Сигурдссон, је исландски писац рођен у Рејкјавику 1962. године.
Године 1978. у свет књижевности је ушао књигом поезије Синови. Објављивао је књиге поезије, романе, позоришне комаде, као и књиге за децу.
Објавио је девет песничких збирки, написао либрета за четири опере, текстове за музику многих извођача. Био је номинован за Оскара 2001. године за текст песме коју је компоновала и извела за филм Плес у тами исландска певачица Бјорк. Објављени романи: Месечев камен; Птичје млеко;  Из Китових чељусти; трилогија Кодекс 1962; Месечев камен. Сјонова дела преведена су на 35 светских језика.

## О роману
Роман Месечев камен је прича о одрастању једног дечака на Исланду на почетку XX века, док је свет у хаосу, његов живот је обојен маштом и филмовима.
Сјон у роману прича причу о истовременом животу и смрти, реалности и машти, тајнама и открићима, историји хомосексуализма.

## Радња
Радња романа се дешава 1918. године и смештена је у Рејкјавик из ког се може видети ерупција вулкана Катле. Главни лик романа је шеснаестогодишњи дечак Мауни Стејтн, чији је надимак Месечев Камен и који живи са рођеном сестром своје прабаке и хомосексуалац је. Мауни само на моменте помиње светска дешавања.
Тадашње исландско друштво је било традиционално и дечак Мауни је другачији: одрастао је у болници за лепрозне, живи са старицом на милостињи, напустио је школу, нема пријатеље, и хомосексуалац је. Дечак има велики проблем да установи свој идентит. Мауни Стејтн живи у филмовима и њега интересује само свет филма и фантазије. Сања филмове и док спава.